# Абу Азраил
Айюб Фалех Хасан аль-Рубайи (араб. أيوب فالح حسن الربيعي‎; род. 25 апреля 1978, Багдад), известный под своим позывным в радиоэфире как Абу Азраил (араб. أبو عزرائيل‎), — командир бригады аль-Имам Али иракской шиитской милиции Сил народной мобилизации, которая борется с ИГИЛ в Ираке. Является популярной персоной ополчения среди шиитских иракцев с большим количеством подписчиков в социальных медиа.
Ранее Абу Азраил был ополченцем в армии Махди Муктады ас-Садра, которая воевала против Соединённых Штатов Америки во время вторжения в Ирак.

## Личная жизнь
Абу Азраил описывается в различных источниках как мусульманин-шиит, который ранее работал преподавателем университета и являлся чемпионом по тхэквондо. Согласно иранскому источнику, имеет степень магистра по физической культуре. В сообщениях СМИ в марте 2015 года утверждалось, что он является отцом пяти детей и вне поле боя живёт обычной жизнью.

## Военная карьера
Абу Азраил получил известность в боях против сил ИГИЛ, а также против других групп боевиков. Был популярным ополченцем на Ближнем Востоке, а к весне 2015 года также появился на первых полосах международных новостных сайтов в Англии, Франции и Соединённых Штатах Америки под псевдонимами «Ангел смерти» и «Архангел смерти».
В 2015 году получил медаль за отвагу от представителя Верховного религиозного управления Саида Ахмада аль-Сафи.
В 2016 году был замечен на поле боя во время битвы за Мосул.
Он несколько раз попадал на видео во время осквернения трупов бойцов ИГИЛ. Затем, Абу Азраил заявил, что старший имам из Эн-Наджафа сказал ему, что он должен помолиться и покаяться за совершенные деяния и никогда больше так не делать.
В октябре 2019 года был избит до потери сознания во время протестов иракцев на площади Тахрир в Багдаде.